# Lepisiota binghami

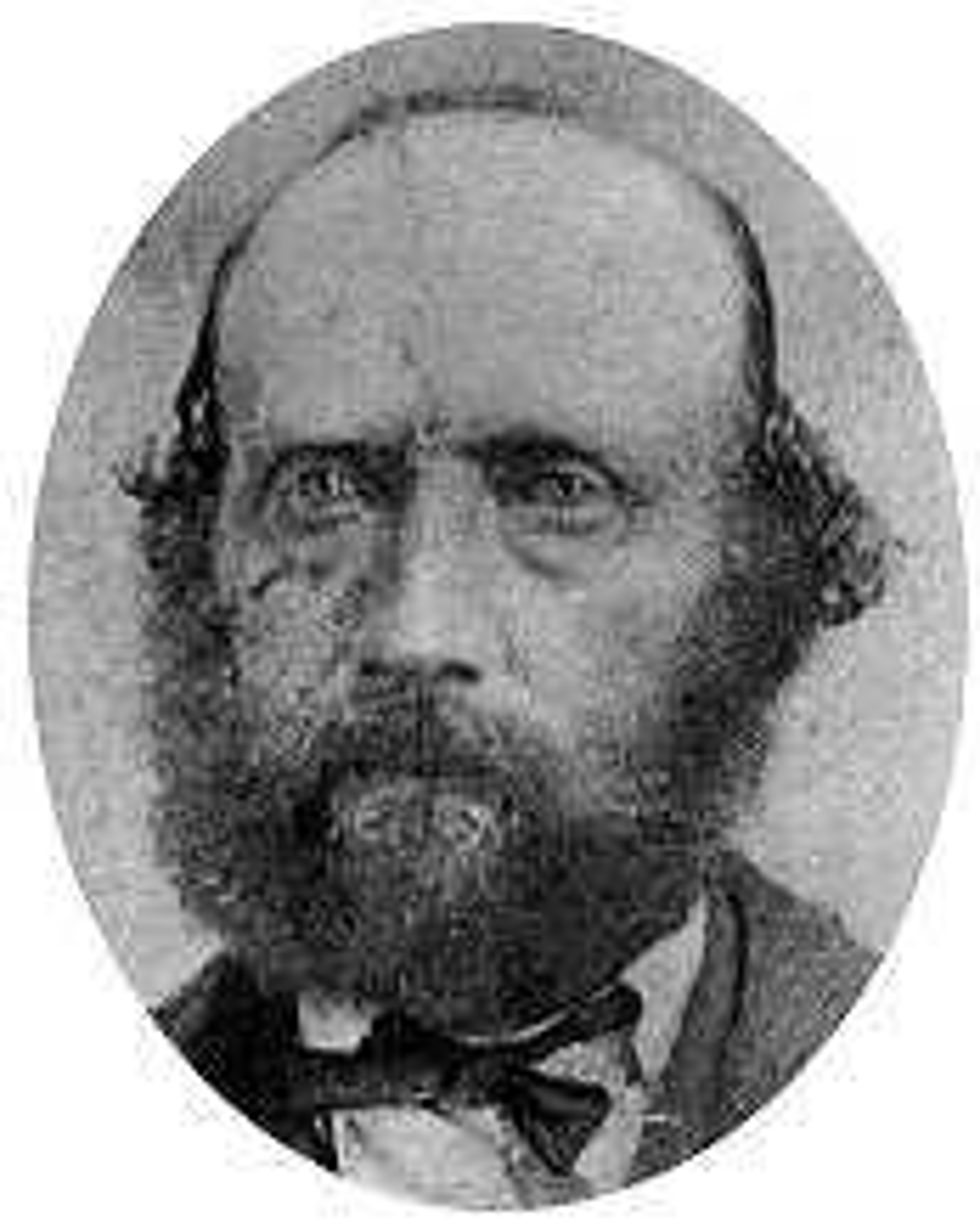
Чарлз Томас Бингем, в честь которого назван вид

Lepisiota binghami (лат.) — вид мелких муравьёв рода Lepisiota из подсемейства Формицины.

## Распространение
Азия: Индия (Kerala).

## Описание
Длина рабочих особей около 2 мм. Тело двухцветное; голова, мезосома, петиоль, первый сегмент брюшка от желтовато-коричневого до коричневого, а остальная часть брюшка чёрная. Lepisiota binghami резко отличается от других известных видов рода Lepisiota из Индии. От двуцветного вида Lepisiota pulchella отличается скульптурой тела, распределением щетинок на теле и размерами. Рабочие L. pulchella имеют сетчато-точечную скульптуру на дорзуме головы и мезосоме с микросетчатым и субпрозрачным брюшком, в то время как голова L. binghami слабо микросетчатая и блестящая, большинство мезосом без ретикуляции, брюшко гладкое и блестящее. Мезосома L. pulchella имеет обильное ворсование, тогда как L. binghami имеет меньшую волосистость. Lepisiota pulchella сравнительно крупнее (длина головы 0,58–0,64, длина груди 0,83–0,91), чем L. bingami (длина головы 0,51–0,56, длина груди 0,69–0,76). L. binghami отличается от Lepisiota pusaensis распределением щетинок на теле, размером и окраской. У L. pusaensis задний край головы имеет 4—5 прямостоячих щетинок по сравнению с 2—3 прямостоячими щетинками у L. binghami. Мезосома L. pusaensis обильно покрыта торчащими щетинками, тогда как у L. binghami опушенность очень слабая. L. pusaensis является сравнительно более крупным (длина головы 0,58—0,59, длина груди 0,83—0,85) видом, чем L. binghami (длина головы 0,51—0,56, длина груди 0,69—0,76). Первый сегмент брюшка у L. binghami имеет цвет от желтовато-коричневого до коричневого, тогда как остальные сегменты чёрные, в то время как у большинства экземпляров L. pusaensis брюшко полностью темное. Усики состоят из 11 члеников; глаза хорошо развиты. Нижнечелюстные щупики 6-члениковые, губные щупики состоят из 4 сегментов (формула щупиков 6,4). Заднегрудь с парой проподеальных шипиков.

## Таксономия и этимология
Вид был впервые описан в 2022 году по типовым материалам из Индии. Видовой эпитет L. binghami дан в честь энтомолога Чарлза Томаса Бингема (1848—1908) за его новаторскую обширную работу по индийским перепончатокрылым, включая муравьёв.